# Відовре

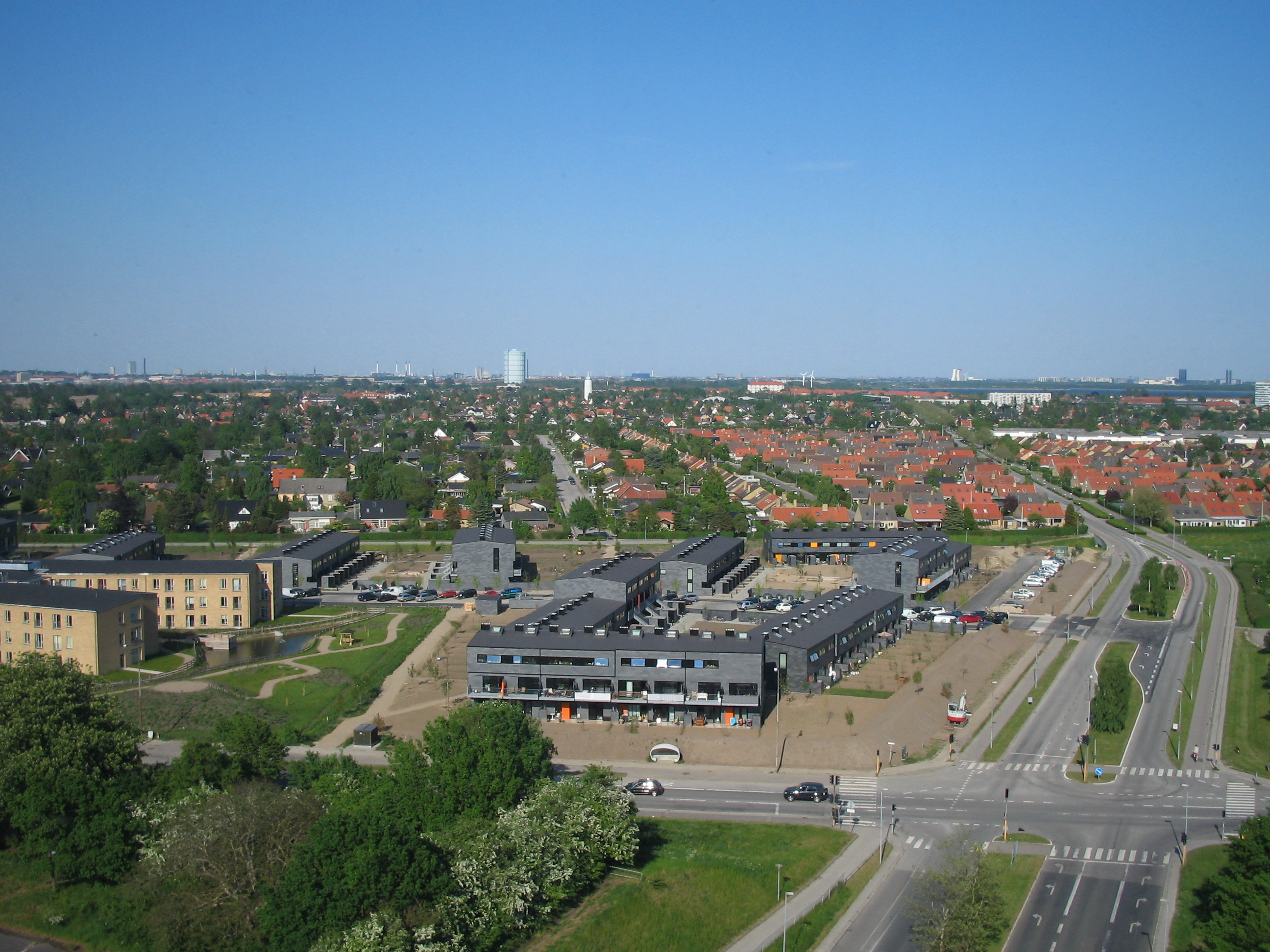
Відовре з магазину Hus в Аведьорі

Відовре — головне місто муніципалітету Відовре, Данія. Місто є передмістям Копенгагена і розташоване приблизно за 10 км на південний захід від центру столиці..Це друге за величиною передмістя Копенгагена, поступається тільки Фредеріксбергу.

## Історія
Відовре було заселене з доісторичних часів. У 1929 році у Відовре розкопали меч бронзової доби, якому 3500 років.
Ферма Овре (Аворте) була розташована на цій території близько 1170 року, коли Есберн Снаре передав її абатству Соре, яке згодом передало її єпископу Абсалону. Церква була побудована в романський період. Назва Hvidovre, що означає Білий Овр, вказує на колір церкви, яка була побудована з білої крейди, на відміну від церкви в Редовре, Червоний Овр, яка була побудована з червоної цегли.
Справжнім селом Відовре стало лише в середині 1600-х років. У 1682 році Відовре складався з 18 ферм і 14 будинків без будь-яких сільськогосподарських угідь. У той час в окрузі вирощували лише кілька культур. У 1635 році вона складалася з таких культур: 12 % жита, 58 % ячменю і 30 % вівса.

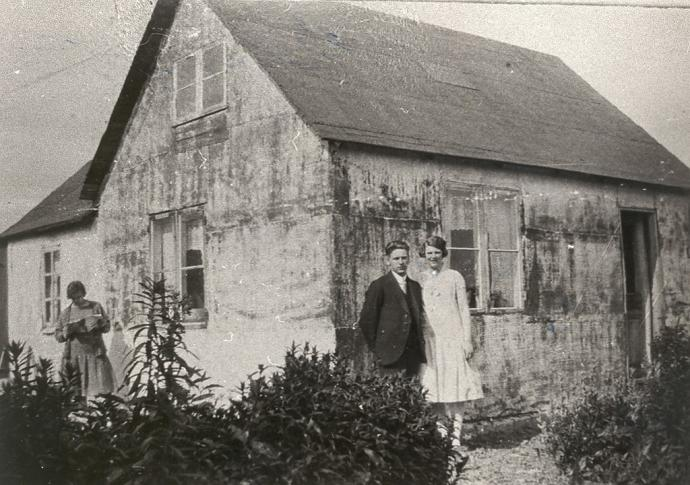
Здание «фордовского коробчатого дома»

Деякі землі, найближчі до кордону з Копенгагеном, були перетворені на наділи в 1920-х роках. Наприкінці Першої світової війни Копенгаген страждав від гострої нестачі житла. Багато фермерів у Відоврі побачили в цьому можливість отримати значний прибуток, розпродаючи свою землю невеликими ділянками. 3226 з 3899 ділянок, які існували у Відоврі в 1924 році, були розпродані з 1918 року . Покупцями, як правило, були робітники з Копенгагена, а будинки часто будували з коробок Chevrolet або Ford, які використовувалися для доставки автомобільних запчастин з Америки. Коробки коштували дешево і доставлялися на сайт. Інші жили у вже існуючих дачах. Поселення не було законним, але до 1923 року воно становило 34 % населення муніципалітету.
У травні 1945 року, за кілька днів до закінчення Другої світової війни, на вулиці Видовревей сталася перестрілка між бійцями Опору та членами корпусу HIPO.

### Населення
На рубежі 20-го століття Відовре все ще було тихою сільською громадою. У 1901 році парафія все ще налічувала лише 500 мешканців. Але вона швидко почала зростати. У 1930 році у Відовре проживало 6 523 особи. У 1940 році вона майже подвоїлася до 12 014 осіб безпосередньо перед Другою світовою війною. На щастя, Відовре не припинило зростати через Другу світову війну. Всього за 10 років його населення знову подвоїлося і в 1950 році становило трохи більше ніж 23 000 осіб. У 1960 році у Гвидоврі проживало 38 411 осіб. З того часу Відовре зупинило своє швидке зростання, як і більша частина країни. І зараз, у 2020 році, населення Відовре становить 53 527 осіб.

### Містобудування
Прогресивний розвиток міст вплинув і на міське планування. Коли 1947 року було опубліковано так званий «План пальців» — ескізну пропозицію для регіонального плану Великого Копенгагена — із пропозицією згрупувати майбутній міський розвиток у столичному регіоні вздовж залізничних ліній, передбачалося, що Відовре може зрости й у довгостроковій перспективі сформувати цілісний приміський район разом з Аведером та Брёндбюстером. План «пальців» призвів до ухвалення 1949 року Закону про міське регулювання, який передбачав створення комітету з міського розвитку району Копенгагена для планування майбутнього міського розвитку в районі Великого Копенгагена у формі так званого плану міського розвитку.
6 жовтня 1949 року було створено комітет з міського розвитку району Копенгагена, який 2 травня 1951 року опублікував «Звіт про частковий план міського розвитку № 2 для району міського розвитку району Копенгагена». Оскільки Відовревже був частково забудований і безпосередньо примикав до районів із S-поїздами на півночі та півдні, місто визначили як одне з місць, придатних для міського розвитку з погляду транспортного сполучення, і за умови, що в районі проведуть каналізацію. Передбачалося, що міська забудова не суперечитиме інтересам охорони природи й відпочинку, бо зелений коридор навколо Гарреструп Å залишили вільним, і він мав забезпечувати доступ до узбережжя в затоці Кьоге. Усю виділену територію міської забудови, прилеглу до Відовре, було віднесено до внутрішньої зони, тобто вона може бути забудована, коли і якщо муніципальна рада цього захоче.
Пізніше початковий план міського розвитку був оновлений «Звітом про частковий план міського розвитку № 9 для району міської забудови району Копенгагена» від 1972 року, який, однак, для Відовре лише підтвердив попередній план, і міська забудова відбулася.

## Географія
Відовре розташоване трохи вище 55-ї північної паралелі та на схід від 12-го східного меридіана. Межує з Копенгагеном на сході, затокою Кеге на півдні, Брьондбю на заході та Родовром на півночі. Відовре, як і решта країни, дуже рівнинний. Його найвища природна точка становить 25 м (68 футів). Найвища будівля у Відовре, Ребек Сьопарк (Rebæk Søpark), досягає висоти всього 53 метри. Хоча найвищою спорудою є димова труба електростанції Аведоре висотою майже 150 метрів.
Відовре розташоване поруч з великою кількістю води. Відовре має берегову лінію довжиною понад 15 км, а також невелику річку довжиною 20 км, яка починається в Альбертслунді, потім протікає через озеро Дамхус і впадає в Відовре з боку Родовра, де згодом впадає в море. На цьому узбережжі ви знайдете дві маленькі затишні гавані. Гавань Ввідовре та гавань Брондбю. Більшість людей може подумати, що Гавань Брьондбю знаходиться в Брьондбю, але насправді вона є частиною муніципалітету Відовре, а значить, і міста Відовре.

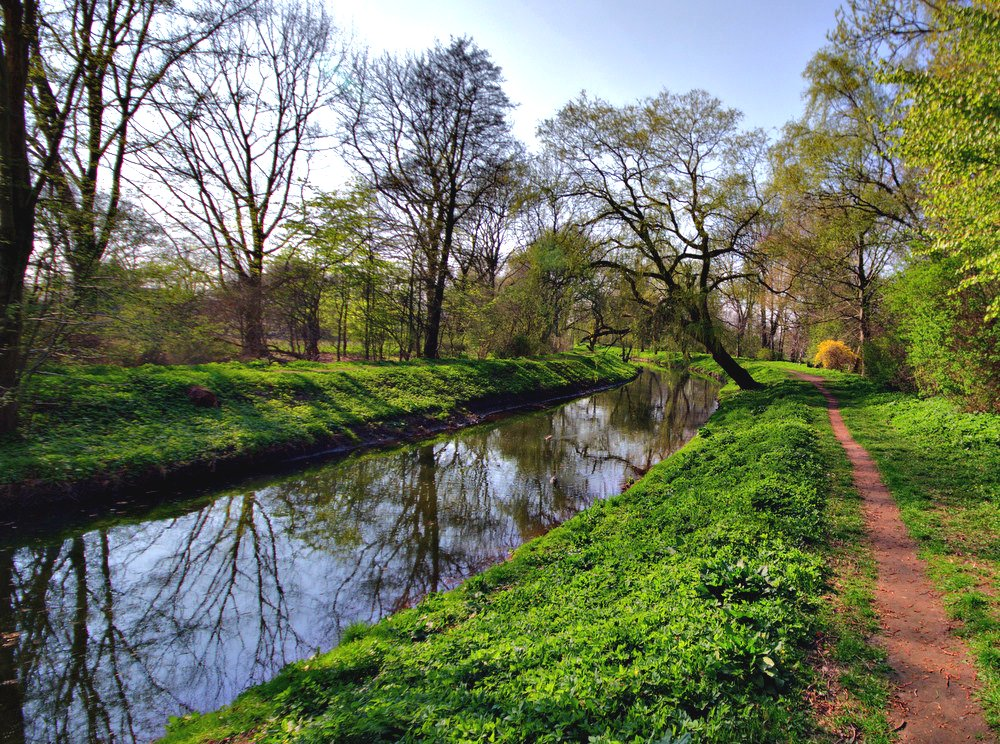
Harrestrup Å у Відовре

Відовре є частиною Копенгагенського Вестегна. Цей термін використовується для позначення передмістя на захід від Копенгагена. Копенгагенський Вестегн часто вважають більш небезпечним і менш заможним районом Копенгагена. Хоча це частково правда, у копенгагенському Вестеґні також є райони, які за якістю життя значно перевищують середній показник по країні.

### Клімат
Відовре знаходиться в зоні середземноморського теплого літа (Köppen: Cfb). Окрім дещо більшої кількості опадів з жовтня по грудень, опади випадають помірно. Хоча снігопади відбуваються переважно з кінця грудня до початку березня, це все ще рідкісне явище, оскільки сніжних днів буває трохи більше ніж 5 на рік, тому навіть взимку переважно йдуть дощі, а середні температури значно перевищують точку замерзання.
Травень — найсонячніший місяць у році, в середньому трохи менш як 10 годин на день. Липень і серпень — найтепліші місяці з середньою денною температурою 26 °C (79 °F). Натомість у листопаді середня кількість сонячних годин становить менш як двох на день, а в грудні та січні — лише півтори години на день. Навесні знову стає тепліше: з березня по травень сонце світить від п'яти до десяти годин на день. Квітень — найсухіший місяць року. Рідкісні погодні умови можуть принести до Відовре до 50 см снігу за 24 години протягом зимових місяців, тоді як літні температури, як відомо, піднімаються до 33, 34, 35 градусів, а рекорд — 36,4 °C (97,5 °F) — був зафіксований 10 серпня 1975 року.

Через північну широту Відовре кількість світлового дня влітку і взимку значно відрізняється. У день літнього сонцестояння сонце сходить о 05:26 і заходить о 22:58, забезпечуючи 17 годин 32 хвилини світлового дня. У день зимового сонцестояння воно сходить о 08:39 і заходить о 15:41, тобто світловий день триває 7 годин 1 хвилину. Таким чином, різниця в тривалості дня і ночі між літнім і зимовим сонцестоянням становить 10 годин 31 хвилину.
| Клімат Погода для Відовре, Данія (2010-2020 рр. Норми, екстремуми 1768-2020 рр.) | Клімат Погода для Відовре, Данія (2010-2020 рр. Норми, екстремуми 1768-2020 рр.) | Клімат Погода для Відовре, Данія (2010-2020 рр. Норми, екстремуми 1768-2020 рр.) | Клімат Погода для Відовре, Данія (2010-2020 рр. Норми, екстремуми 1768-2020 рр.) | Клімат Погода для Відовре, Данія (2010-2020 рр. Норми, екстремуми 1768-2020 рр.) | Клімат Погода для Відовре, Данія (2010-2020 рр. Норми, екстремуми 1768-2020 рр.) | Клімат Погода для Відовре, Данія (2010-2020 рр. Норми, екстремуми 1768-2020 рр.) | Клімат Погода для Відовре, Данія (2010-2020 рр. Норми, екстремуми 1768-2020 рр.) | Клімат Погода для Відовре, Данія (2010-2020 рр. Норми, екстремуми 1768-2020 рр.) | Клімат Погода для Відовре, Данія (2010-2020 рр. Норми, екстремуми 1768-2020 рр.) | Клімат Погода для Відовре, Данія (2010-2020 рр. Норми, екстремуми 1768-2020 рр.) | Клімат Погода для Відовре, Данія (2010-2020 рр. Норми, екстремуми 1768-2020 рр.) | Клімат Погода для Відовре, Данія (2010-2020 рр. Норми, екстремуми 1768-2020 рр.) | Клімат Погода для Відовре, Данія (2010-2020 рр. Норми, екстремуми 1768-2020 рр.) |
| Показник                                                                         | Січ.                                                                             | Лют.                                                                             | Бер.                                                                             | Квіт.                                                                            | Трав.                                                                            | Черв.                                                                            | Лип.                                                                             | Серп.                                                                            | Вер.                                                                             | Жовт.                                                                            | Лист.                                                                            | Груд.                                                                            | Рік                                                                              |
| Абсолютний максимум, °C                                                          | 12,4                                                                             | 15,8                                                                             | 22,2                                                                             | 28,6                                                                             | 32,8                                                                             | 35,5                                                                             | 35,3                                                                             | 36,4                                                                             | 32,4                                                                             | 27,1                                                                             | 18,5                                                                             | 14,5                                                                             | 36,4                                                                             |
| Середній максимум, °C                                                            | 5,4                                                                              | 5,6                                                                              | 10,1                                                                             | 14,7                                                                             | 20,1                                                                             | 24,6                                                                             | 25,8                                                                             | 26,0                                                                             | 20,7                                                                             | 14,3                                                                             | 10,5                                                                             | 7,1                                                                              | 15,4                                                                             |
| Середня температура, °C                                                          | 3,2                                                                              | 3,2                                                                              | 6,0                                                                              | 10,0                                                                             | 15,3                                                                             | 19,4                                                                             | 20,7                                                                             | 20,6                                                                             | 16,8                                                                             | 11,6                                                                             | 8,2                                                                              | 5,4                                                                              | 11,7                                                                             |
| Середній мінімум, °C                                                             | 0,3                                                                              | 0,1                                                                              | 1,2                                                                              | 4,5                                                                              | 9,5                                                                              | 13,2                                                                             | 14,5                                                                             | 14,1                                                                             | 11,8                                                                             | 7,8                                                                              | 4,8                                                                              | 2,7                                                                              | 7,9                                                                              |
| Абсолютний мінімум, °C                                                           | −10,4                                                                            | −11,7                                                                            | −10,2                                                                            | −4,6                                                                             | −1,1                                                                             | 5,3                                                                              | 7,2                                                                              | 7,7                                                                              | 3,1                                                                              | −3,5                                                                             | −4,6                                                                             | −8,9                                                                             | −11,7                                                                            |
| Середня кількість сонячних годин на місяць                                       | 53                                                                               | 79                                                                               | 159                                                                              | 242                                                                              | 303                                                                              | 289                                                                              | 265                                                                              | 245                                                                              | 181                                                                              | 104                                                                              | 57                                                                               | 41                                                                               | 2008                                                                             |
| Норма опадів, мм                                                                 | 49.7                                                                             | 35.4                                                                             | 28.7                                                                             | 24.3                                                                             | 28.7                                                                             | 45.4                                                                             | 57.6                                                                             | 55.3                                                                             | 50.3                                                                             | 68.7                                                                             | 60.6                                                                             | 58.7                                                                             | 563.5                                                                            |
| Днів з опадами                                                                   | 11                                                                               | 6                                                                                | 5                                                                                | 3                                                                                | 4                                                                                | 6                                                                                | 6                                                                                | 7                                                                                | 7                                                                                | 10                                                                               | 9                                                                                | 11                                                                               | 85                                                                               |
| Днів зі снігом                                                                   | 1,5                                                                              | 1,5                                                                              | 0,8                                                                              | 0,0                                                                              | 0,0                                                                              | 0,0                                                                              | 0,0                                                                              | 0,0                                                                              | 0,0                                                                              | 0,0                                                                              | 0,0                                                                              | 2,7                                                                              | 5,2                                                                              |
| Вологість повітря, %                                                             | 88                                                                               | 83                                                                               | 77                                                                               | 68                                                                               | 69                                                                               | 71                                                                               | 73                                                                               | 74                                                                               | 78                                                                               | 86                                                                               | 87                                                                               | 88                                                                               | 77                                                                               |
| -------------------------------------------------------------------------------- | -------------------------------------------------------------------------------- | -------------------------------------------------------------------------------- | -------------------------------------------------------------------------------- | -------------------------------------------------------------------------------- | -------------------------------------------------------------------------------- | -------------------------------------------------------------------------------- | -------------------------------------------------------------------------------- | -------------------------------------------------------------------------------- | -------------------------------------------------------------------------------- | -------------------------------------------------------------------------------- | -------------------------------------------------------------------------------- | -------------------------------------------------------------------------------- | -------------------------------------------------------------------------------- |
| Джерело: Danish Meteorological Institute.                                        |                                                                                  |                                                                                  |                                                                                  |                                                                                  |                                                                                  |                                                                                  |                                                                                  |                                                                                  |                                                                                  |                                                                                  |                                                                                  |                                                                                  |                                                                                  |

## Релігія

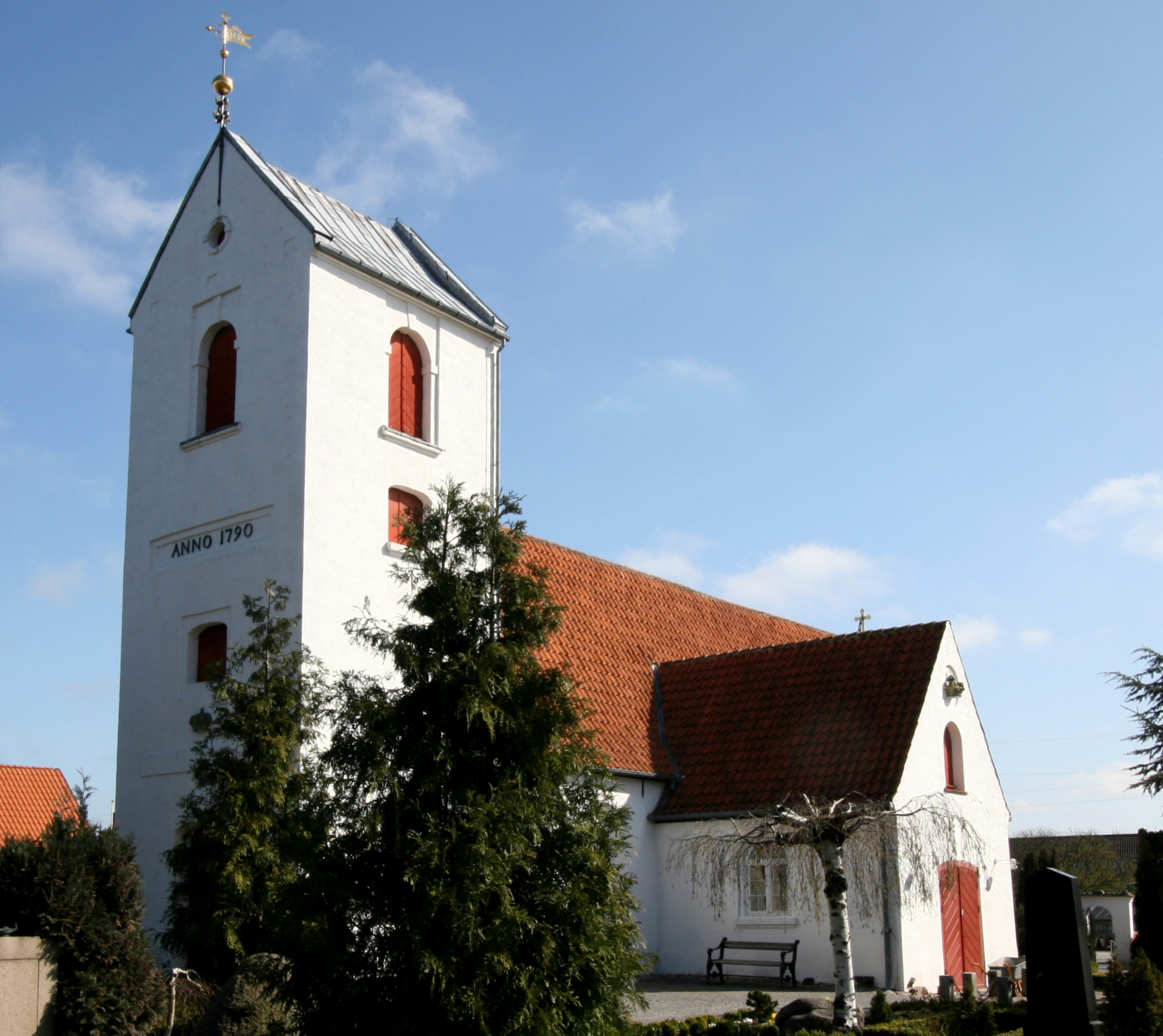
Церква Відовре.

У Відовре є кілька церков, що належать до різних конфесій та віросповідань. У Відовре знаходиться мечеть руху Ахмадія, мечеть Нусрат Джахан, будівництво якої було завершено в 1967 році.
У Відовре є 4 церкви Данській народній церкві: церква Аведоре, церква Відовре, церква Рісб'єрг і церква Страндмарк.
У Відовре також є римо-католицька церква, церква Святого Миколая.
Відовре поділяється на такі парафії: парафія Аведоре, парафія Відовре, парафія Рісб'єрг і парафія Страндмаркс.

## Спорт

### Футбол
Місто загальнонаціонально відоме своїми досягненнями у спорті, особливо футбольною командою «Відовре ІФ». Це також місце народження Даніеля Аггера, Томаса Каленберга, Мікаеля Крон-Делі та Янніка Вестергора . Місцева футбольна команда «Гвідовре ІФ» неодноразово ставала чемпіоном Данії з футболу, вперше в 1966 році і востаннє в 1981 році. Футбольний клуб також виграв Кубок Данії в 1980 році. У 1967 році вони пробилися до Кубка європейських чемпіонів, перемігши колишніх чемпіонів ФК «Базель» з рахунком 5–4. Потім вони сенсаційно здобули вдома результат 2–2 у наступному раунді проти одного з найбільших клубів в історії — «Реала». Але «Відовре», на жаль, мав менше шансів проти «Реала» на виїзді і був побитий з рахунком 5:1 перед 90 000 уболівальників. Зараз вони в 1-му дивізіоні Данії .

### Інші види спорту
У районі також знаходиться один з трьох залів для керлінгу в Данії, де виховано багато талантів.
Волейбольний клуб «Відовре» також базується в цьому районі й має команду в елітній лізі - «Елітедівіжн» (Elitedivisionen).
Тут також є хокейний клуб, клуб бадмінтону та клуб легкої атлетики.

## Культура
Кінотабір Filmbyen (заснований Ларсом фон Трієром і компанією Zentropa Петера Ольбека Єнсена) розташований у Відоврі, який описують як «своєрідний постіндустріальний центр кіновиробництва».

## Міста-побратими
- Туусула
- Оппегорд
- Ридултови
- Соллентуна

## Відомі люди

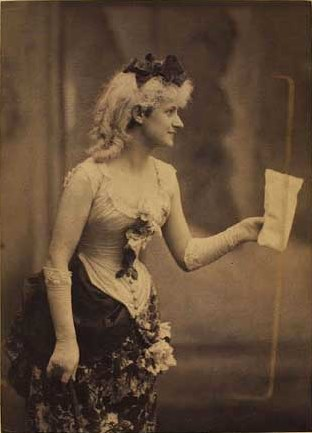
Йоганна Педерсен-Дан, 1880-ті роки

- Йоганна Педерсен-Дан (1860—1934) — данська акторка, співачка і скульпторка; жила і працювала у Відоврі з 1912 року
- Ларс Клеменсен (нар. бл. 1945 р.) — данський професор седиментології, виріс у Відовре
- Роберт Гансен (нар. 1979) — данський актор і телеведучий[6]
- Кашіф Ахмад (нар. 1980) — пакистансько-данський політик і колишній радник муніципалітету Відовре
- Manticora (створена в 1996 році) — хеві-метал-гурт з Відовре

### Спорт

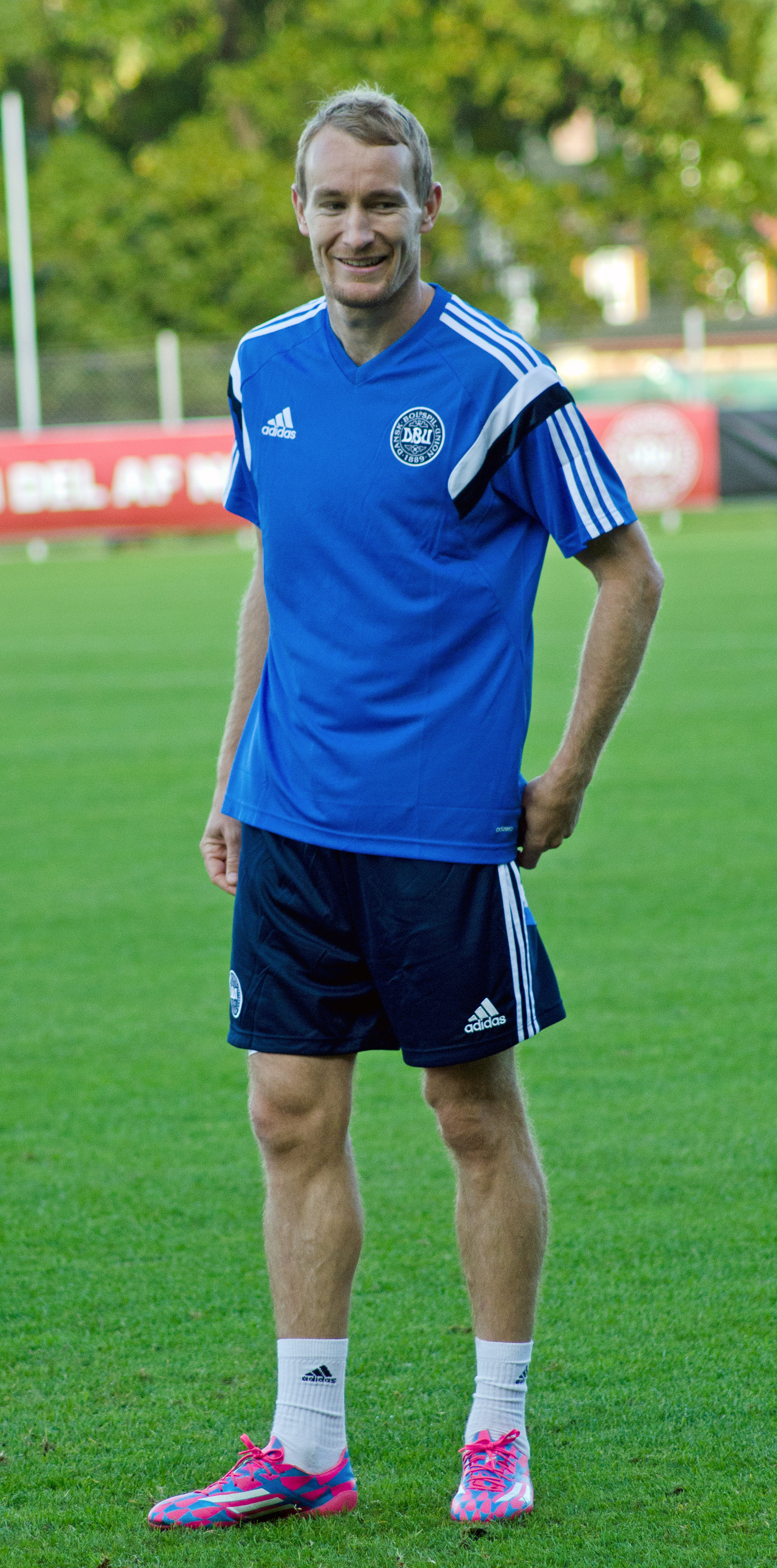
Томас Каленберг, 2014

- Герт Ларсен (нар. 1960) данський керлінгіст і тренер з керлінгу, десятиразовий чемпіон Данії з керлінгу серед чоловіків
- Майкл Гаррі (нар. 1961) данський керлінгіст і тренер з керлінгу, семиразовий чемпіон Данії з керлінгу серед чоловіків
- Лассе Лаврсен (нар. 1963) данський керлінгіст і тренер з керлінгу, семиразовий чемпіон Данії з керлінгу серед чоловіків
- Йонню Фредеріксен (нар. 1975) — данський керлінгіст і скіп чоловічої національної збірної Данії
- Ларс Крог Йеппесен (нар. 1979) — данський гандбольний лівий захисник, який зіграв понад 200 клубних ігор і 123 за Данію
- Томас Каленберг (нар. 1983) — колишній данський футболіст, який провів 338 матчів за клуб і 47 за збірну Данії.
- Даніель Аггер (нар. 1984) — колишній данський футболіст, який провів 252 матчі за клуб і 75 матчів за збірну Данії.
- Міккель Поульсен (нар. 1984) данський керлінгіст, учасник зимових Олімпійських ігор (2010,2014).  Багаторазовий призер чемпіонатів Європи з керлінгу.
- Денні Олсен (нар. 1985) — колишній данський футболіст, який провів понад 300 матчів за клуб
- Генрік Кілдентофт (нар. 1985) — колишній данський футболіст, який зіграв понад 250 матчів за клуб
- Каспер Лоренцен (нар. 1985) — колишній данський футболіст, який провів 185 матчів за клуб і п'ять матчів за збірну Данії.
- Лене Нільсен (нар. 1986) — данська керлінгістка, пропуск олімпійської збірної Данії з керлінгу 2014 року
- Расмус Стьєрне (нар. 1988) данський керлінгіст, учасник зимових Олімпійських ігор (2014). Дворазовий призер чемпіонатів Європи з керлінгу.
- Ліне Йоргенсен (нар. 1989) — данська гандболістка, яка виступає за команду «Есб'єрг» та збірну Данії.
- Яннік Вестергор (нар. 1992) — данський футболіст, який провів 240 матчів за клуб, гравець за ФК «Лестер Сіті» та 16 матчів за збірну Данії.
- Мохамед Дарамі (нар. 2002) — данський футболіст